# تشوكوكان نايت: برو ياكيو كينغ
تشوكوكان نايت: برو ياكيو كينغ (باليابانية: 超空間ナイター プロ野球キング) هي لعبة فيديو بيسبول لنظام نينتندو 64، صدرت عام 1996 في اليابان فقط، ولديها جزء آخر بعنوان «تشوكوكان نايت برو ياكيو كينغ 2».